# 6676 Monet
6676 Monet è un asteroide della fascia principale. Scoperto nel 1973, presenta un'orbita caratterizzata da un semiasse maggiore pari a 3,1571445 UA e da un'eccentricità di 0,1574328, inclinata di 0,96972° rispetto all'eclittica.